# Tobias Dressel
Tobias Dressel (* 25. April 1635 in Falkenstein/Vogtl.; † 29. Mai 1717 in Buchholz) war ein sächsischer Orgelbauer.
Dressel stammt aus einer angesehenen, in der vogtländischen Kleinstadt Falkenstein angesessenen Bürgerfamilie. Sein Vater Augustin Dressel, Ratsverwandter in Falkenstein, war mit der dortigen Bürgermeistertochter Catharina geb. Seckel verheiratet. Wo Dressel seine Lehrjahre absolvierte, ist unbekannt. Als Geselle war er von 1657 bis 1668 für den fränkischen Orgelbauer Matthias Tretzscher in Kulmbach tätig, mit dem er unter anderem die Orgel am Straßburger Münster reparierte. Dressel kehrte nach Sachsen zurück und ließ sich zunächst mit einer eigenen Orgelbauwerkstatt in seiner Geburtsstadt Falkenstein nieder, wo er 1677 eine neue Orgel in der Stadtkirche einbaute. 1680 verlegte er Wohnsitz und Werkstatt in die erzgebirgischen Bergstadt Buchholz, für deren St. Katharinenkirche er 1681 eine neue Orgel errichtete. Er beteiligte sich in der kommunalen Verwaltung unter anderem als Stadtrichter und als Ratsmitglied (zuletzt als Ratsältester). Tobias Dressel war mit Esther geb. Meyer verheiratet. Tobias Dressel wurde am 1. Juni 1717 auf dem Friedhof in Buchholz begraben. Auch sein Sohn Johann Tobias Dressel (1687–1758) war Orgelbauer.

## Orgeln
Dressel war einer der bekanntesten Orgelbauer seiner Zeit im sächsisch-fränkischen Raum. Er war an Orgelbauten in den folgenden Orten beteiligt (die Auflistung ist möglicherweise unvollständig):
- Altenberg (1695)
- Annaberg
- Buchholz, St. Katharinen (1681)
- Falkenstein/Vogtl. (1677)
- Fechheim (1677)
- Forchheim
- Hormersdorf (1709)
- Johanngeorgenstadt (1687)
- Kulmbach
- Lanzendorf
- Ludwigsstadt/Oberfranken
- Marienberg
- Oelsnitz/Vogtland (1680 und 1699)
- Raschau (1698)
- Regnitzlosau (1702)
- Reichenbrand,
- Schwarzenbach an der Saale (1672)
- Schweinfurt
- Selb (1692, Umbau)
- Selbitz (1683)
- Sonneberg (1692, Erweiterung)
- Straßburg
- Thalheim/Erzgebirge (1693)
- Weesenstein (Schloss)